# Banco do Estado do Ceará
O Banco do Estado do Ceará S/A (BEC) foi fundado em 1964 pelo então presidente da república do Brasil Castelo Branco em sintonia com o Governador do Ceará Virgílio Távora. Em 2005 foi privatizado, passando a pertencer ao grupo Bradesco.
O BEC era uma instituição financeira sólida e lucrativa e, inegavelmente, um dos maiores orgulhos do povo do Ceará, chegando a ser classificado, em 1994, entre as 50 maiores instituições financeiras do Brasil, incluído no restrito clube dos Bancos da América Latina de menor risco, considerado pelas autoridades monetárias e por especialistas do mercado como modelo de Banco Estadual sério e profissionalizado.
O banco tinha o intuito de levar desenvolvimento para o estado do Ceará. O BEC possuía 70 agências bancárias espalhadas por todo o estado do Ceará, além de estar presente também em vários estados, como Rio de Janeiro e São Paulo.

## Federalização do BEC
Em Julho de 1998, o Governo do Estado assina com a União carta de federalização do BEC. Em Novembro do mesmo ano a Assembleia Legislativa aprova a federalização.
Em maio de 1999, é oficializada a federalização onde o referido banco passa a ser gerido sob égide do Banco Central. Em Assembleia Geral Extraordinária, foi eleito o novo Presidente do Banco, o Presidente do Conselho de Administração e o Presidente do Conselho Fiscal.

## O Processo de Desestatização
O BEC foi incluído no Programa Nacional de Desestatização – PND – pelo Decreto nº 3.286/00, de 14.11.1999, em conformidade com o objetivo de desestatização da atividade econômica, conforme a regulamentação aplicável. Para a consecução desse objetivo, foi confeccionado o Edital PND 2005/001, que explicitou o procedimento adotado para a venda do BEC.
O Leilão de Privatização do BEC foi realizado na BOVESPA, em 21.12.2005, ocasião em que o Bradesco apresentou sua oferta de compra superior em 28,98% do preço mínimo fixado.
Além do Bradesco, Itaú, Unibanco e GE Capital estavam oficialmente na disputa pela compra do banco.
Na primeira fase do leilão, onde as ofertas foram feitas por envelopes, apenas duas instituições fizeram ofertas: o GE Capital ofereceu R$ 542,8 milhões, enquanto o Bradesco ofertou R$ 561 milhões. Diante da diferença inferior a 20% entre as duas propostas o leilão prosseguiu na disputa viva-voz. O Bradesco arrematou o banco cearense após dez ofertas no viva-voz.
No leilão de privatização do BEC, foi ofertado um bloco de 82.459.053 ações ordinárias, equivalente a 89,17% do capital social do banco cearense.
Uma briga judicial adiou diversas vezes a privatização do banco. O centro da disputa é a administração das contas do governo cearense pela instituição privada compradora do BEC. Ações questionando a legalidade da transferência dessas contas para um banco privado tramitaram no Supremo Tribunal Federal (STF) e geraram liminares - depois cassadas - que suspenderam o leilão.
A decisão que permitiu a venda hoje partiu da ministra Ellen Gracie, que cassou a liminar impedindo a operação dada ontem pelo ministro Marco Aurélio Mello.
Em Junho de 2006, as agências do BEC passaram a utilizar a marca Bradesco.